# Ітапетінінга
Ітапетінінга (порт. Itapetininga) — муніципалітет в Бразилії, входить до складу штату Сан-Паулу. Є складовою частиною мезорегіону Ітапетінінга. Входить до економічно-статистичного мікрорегіону Ітапетінінга. Населення становить 143 097 чоловік (станом на 2006 рік). Займає площу 1 792,079 км².
Місто засновано 5 листопада 1770 року.

## Галерея

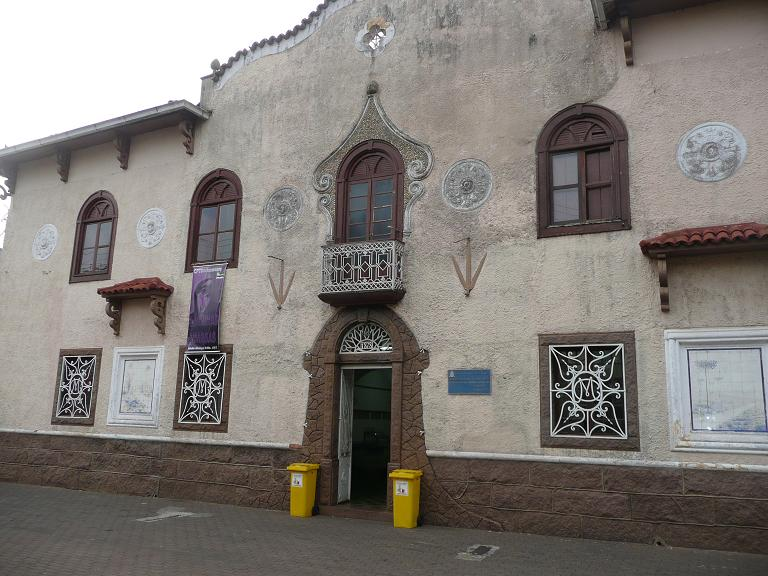
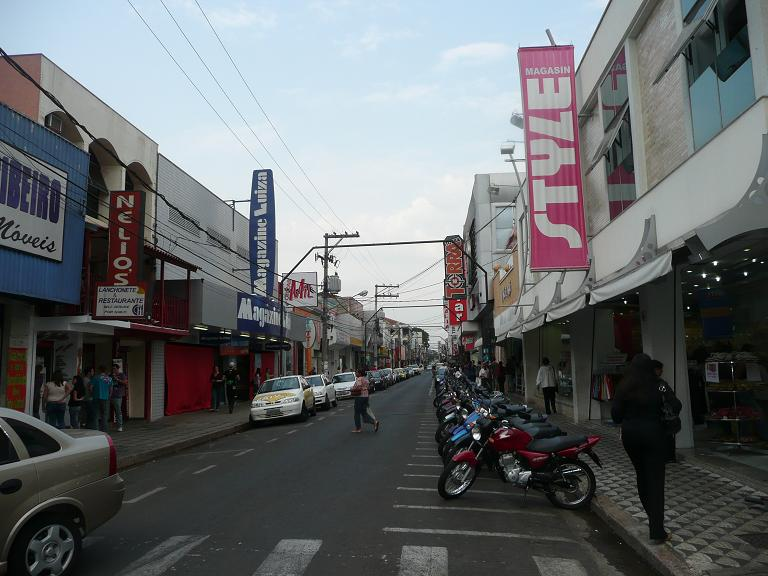
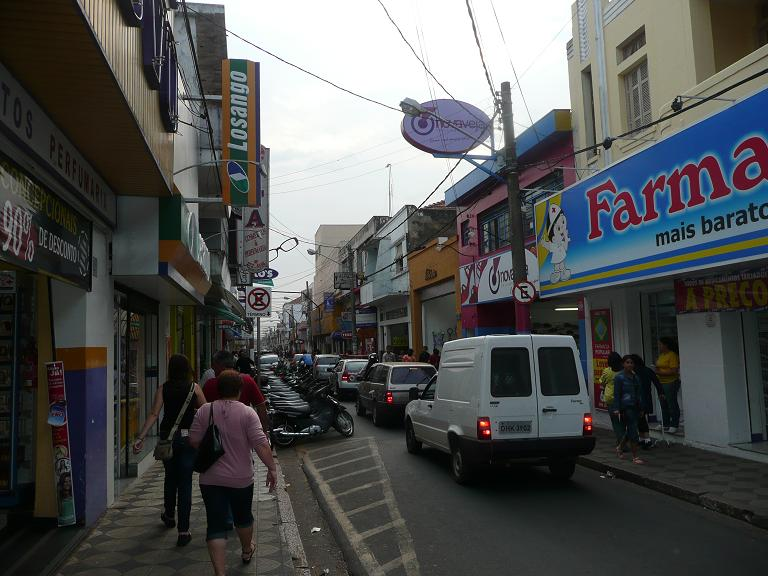

| Бразилія | Це незавершена стаття з географії Бразилії. Ви можете допомогти проєкту, виправивши або дописавши її. |

1. 1 2 3 4 5 6 7 8 9 10 11  OpenStreetMap — 2004.